# Sotra Patera
La Sotra Patera è una struttura geologica della superficie di Titano.